# Big Mac
Big Mac (hrv.: "Veliki Mac") je hamburger koji proizvodi kompanija McDonald's te prodaje u svojim restoranima brze hrane. Sastoji se od dva komada govedine (od po 45,4 g), američkog sira, umaka za salatu tisuća otoka, zelene salate, krastavca i tri komada krušne lepinje. Prvi put je uveden 1967. godine u Pittsburghu i s vremenom je postao najpopularniji od svih McDonald'sovih proizvoda.
Big Mac se zbog svoje popularnosti i raširenosti po svijetu često koristi kao svojevrsni simbol kapitalizma. Časopis Economist ga je koristio kao glavnu referencu za troškove života u pojedinim zemljama - tzv. Big Mac Index.

## Hranjiva vrijednost

### Porcija
| Sastojci           | Vrijednosti |
| ------------------ | ----------- |
| Energ. vrijednosti | 25%1        |
| Masnoća            | 37%1        |
| od čega je ZMK     | 50%1        |
| Šećera             | 10%1        |
| Soli               | 38%1        |

1Postotak dnevnih potreba prosječne odrasle osobe

## Nutritivne informacije
| \| Sastojci \| Vrijednosti \| \| ------------------ \| ----------- \| \| Kalorije (kcal)[4] \| 257 \| \| Masti \| 15 g \| \| Kolesterol \| 36 mg \| \| Natrij \| 460 mg \| \| Kalij \| 181 mg \| \| Ugljikohidrati \| 20 g \| \| Bjelančevine \| 12 g \| 1. 2. 3. 4. - Official US product information - Official UK product information - Official product information for the Chicken Maharaja-Mac - The Big Mac Index - The Big Mac Museum in North Huntingdon, Pennsylvania - Photo Tour of Big Mac Museum |             |
| Sastojci | Vrijednosti |
| Kalorije (kcal) | 257         |
| Masti | 15 g        |
| Kolesterol | 36 mg       |
| Natrij | 460 mg      |
| Kalij | 181 mg      |
| Ugljikohidrati | 20 g        |
| Bjelančevine | 12 g        |